# رينهارد فيلهلم
رينهارد فيلهلم (بالإنجليزية: Reinhard Wilhelm)‏ (من مواليد 5 يونيو 1946) وهو عالم كمبيوتر ألماني.

## حياته وعمله
ولد ويلهلم في وستفاليا. درس الرياضيات والفيزياء والمنطق الرياضي في جامعة مونستر وعلوم الكمبيوتر في جامعة ميونخ التقنية وجامعة ستانفورد. أنهى درجة الدكتوراه في جامعة ميونخ التقنية في عام 1977. وفي عام 1978، حصل على أستاذ في جامعة سارلاند، حيث تولى رئاسة لغات البرمجة وإنشاء المترجمات حتى تقاعده في عام 2014. بالإضافة إلى ذلك، شغل فيلهلم منصب المدير العلمي في مركز لايبنيز للمعلوماتية في شلوس داغستول من بدايته في عام 1990 حتى عام 2014. واليوم هو بروفيسور فخري في جامعة سارلاند.
كان فيلهلم أحد مؤسسي الندوة الأوروبية للبرمجة (ESOP) والمؤتمرات الأوروبية المشتركة حول نظرية وممارسة البرمجيات (ETAPS). ترجع الرابطة الأوروبية للغات البرمجة (EAPLS) إلى فكرة تأسيس منظمة لتطوير البحث في لغات البرمجة وأنظمتها المتعددة. في عام 1998، قام بتأسيس AbsInt، وهو عرض بحثي يقدم برامج للتحقق من الخصائص الحرجة في الوقت للأنظمة المضمنة، والتي تستخدم مثلاً للحصول على شهادة من الأنظمة الحيوية الزمنية داخل إيرباص إيه 380.
ركز بحث ويلهيلم على لغات البرمجة، وبناء المجمعات، وتحليل البرامج الثابتة، والأنظمة المضمنة في الوقت الفعلي، ولكنه شمل أيضًا الرسوم المتحركة وتصور الخوارزميات وهياكل البيانات. اكتشف فيلهلم الصلة بين اختيار الكود ونظرية الشجرة، وهو أمر ذو صلة بتوليد الكود باستخدام آليا الشجرة. وهو أحد المطورين المشاركين لمولدات MUG1 و MUG2 و OPTRAN. اقترح مع أولريتش مونكي تحليل تدفق القواعد النحوية كتعميم لتحليل تدفق البيانات. اخترع تحليل شكل شعبي يستند إلى منطق ثلاثي القيمة مع مولي ساغيف وتوم ريبس.
اشترك فيلهلم في تأليف كتاب "Compiler Construction" وهو متوفر باللغتين الألمانية والفرنسية.
أصبح فيلهلم زميلاً لـ رابطة مكائن الحوسبة ACM في عام 2000 لأبحاثه حول بناء المجمع وتحليل البرامج وعمله كمدير علمي لل LZI. وقد منحته جامعة دارمشتات للتكنولوجيا ومعهد فراونهوفر للرسومات الحاسوبية ميدالية ألوين-فالتر في عام 2006. وفي عام 2007، منحته وزارة التعليم والبحوث الفرنسية جائزة جاى لوساك-هومبولت عن مساهماته في العلوم وإنجازاته في التعاون الألماني الفرنسي في مجال البحث والتعليم. أصبح عضوًا في الأكاديمية الأوروبية للعلوم (أكاديميا يوروبا) في عام 2008. وفي أكتوبر من نفس العام حصل على درجة الدكتوراه الفخرية من الجامعة التقنية الراينية الفستفالية. في ديسمبر، حصل على درجة الشرف من جامعة تارتو. وفي سبتمبر 2009، حصل على ميدالية كونراد زوسي عن إنجازاته في مجال البحث والتعليم فيما يتعلق ببناء المجمّعات، وتحليل البرامج في الوقت الحقيقي، وخدمته كمدير علمي في LZI / Schloss Dagstuhl. في عام 2010 حصل على وسام استحقاق جمهورية ألمانيا الاتحادية وجائزة الخدمة المميزة من رابطة مكائن الحوسبة.

## وصلات خارجية
- Reinhard Wilhelm's home page
- Summer school talk by Reinhard Wilhelm on real-time analysis
- Reinhard Wilhelm at الببليوغرافيا الرقمية ومشروع المكتبة Bibliography Server